# Truma (Unternehmen)
Die Truma Gerätetechnik GmbH & Co. KG ist ein deutscher, weltweit agierender Hersteller von Komfortprodukten für Wohnwagen und Reisemobile. Das Unternehmen bietet unter anderem Heiz- und Klimasysteme, Warmwasserboiler, Rangiersysteme sowie Systeme zur Strom- und Gasversorgung an. Der Sitz des 1949 gegründeten Familienunternehmens befindet sich in Putzbrunn bei München. Truma ist seit 1961 Marktführer für Flüssiggas-Warmluftheizungen bei Freizeitfahrzeugen.

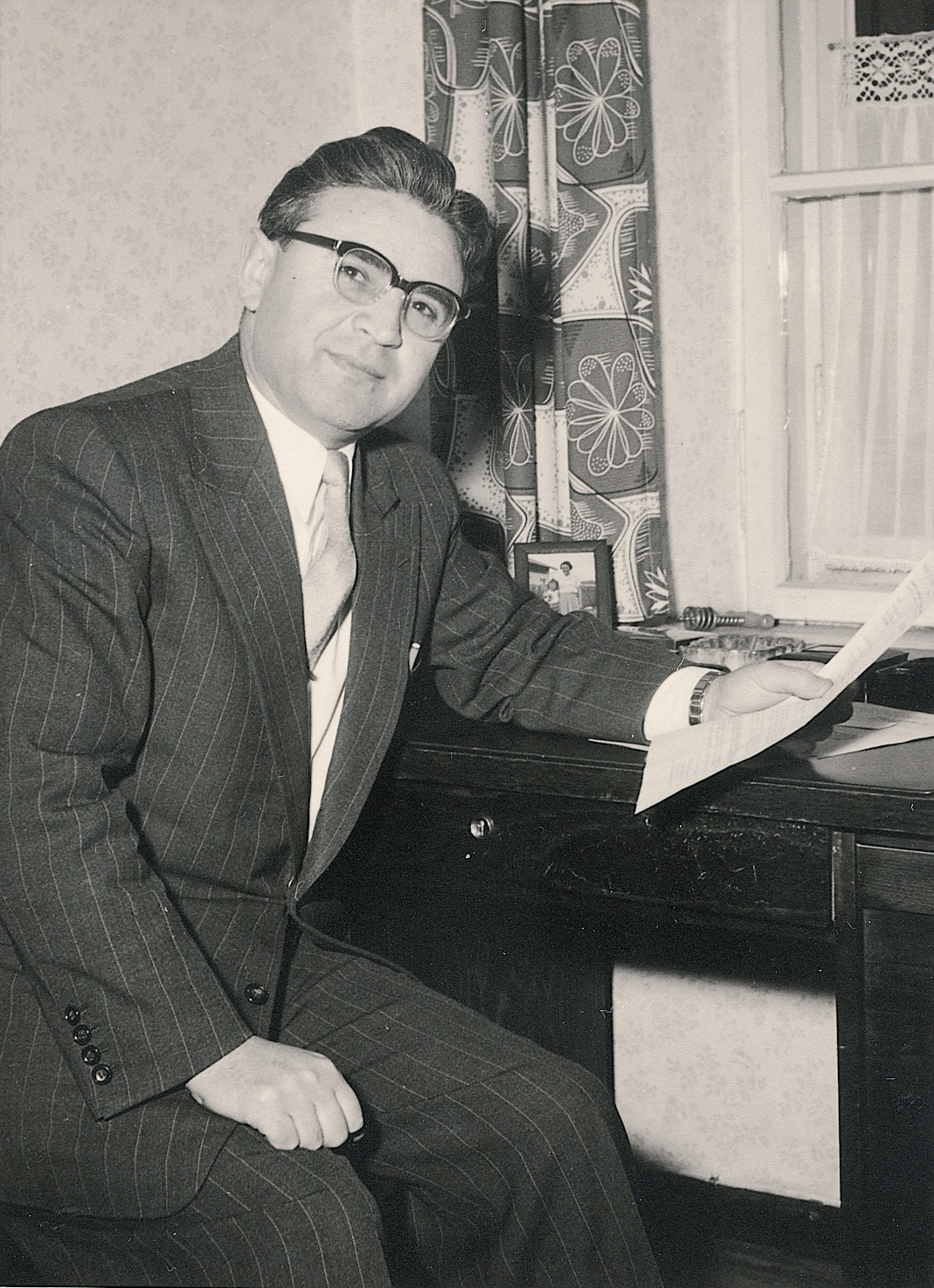
Truma-Gründer Philipp Kreis.

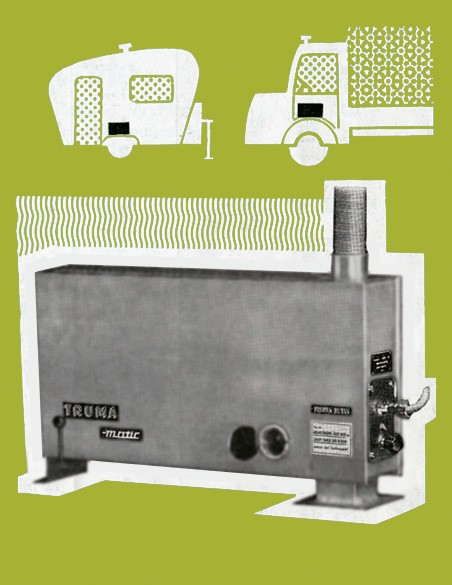
Die erste Truma Caravaning-Heizung.

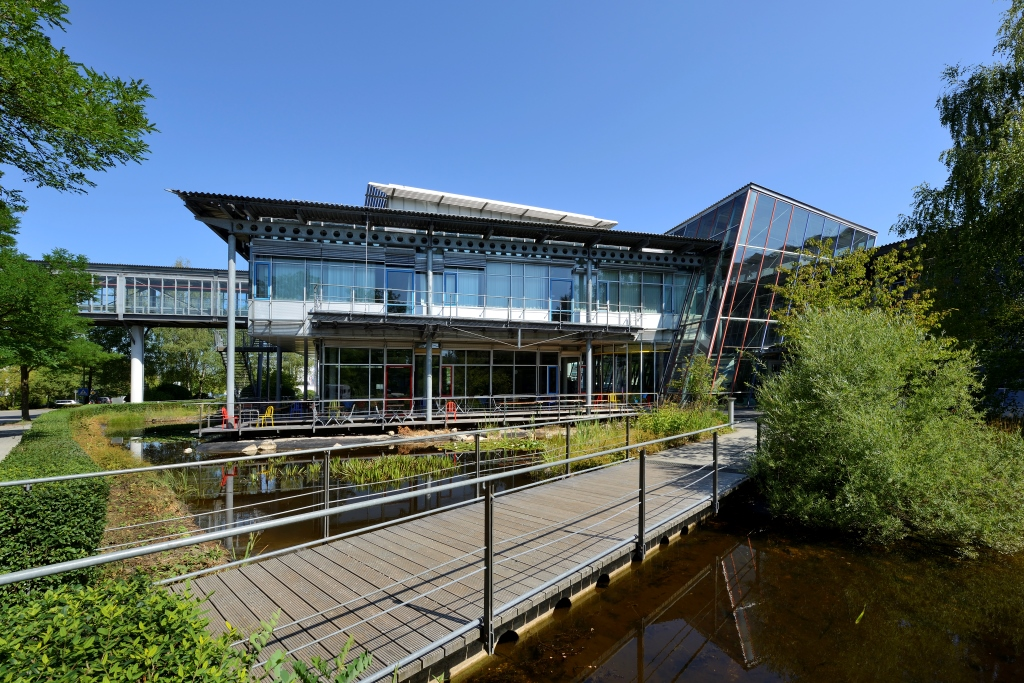
Modernes Truma Firmengebäude in Putzbrunn bei München.

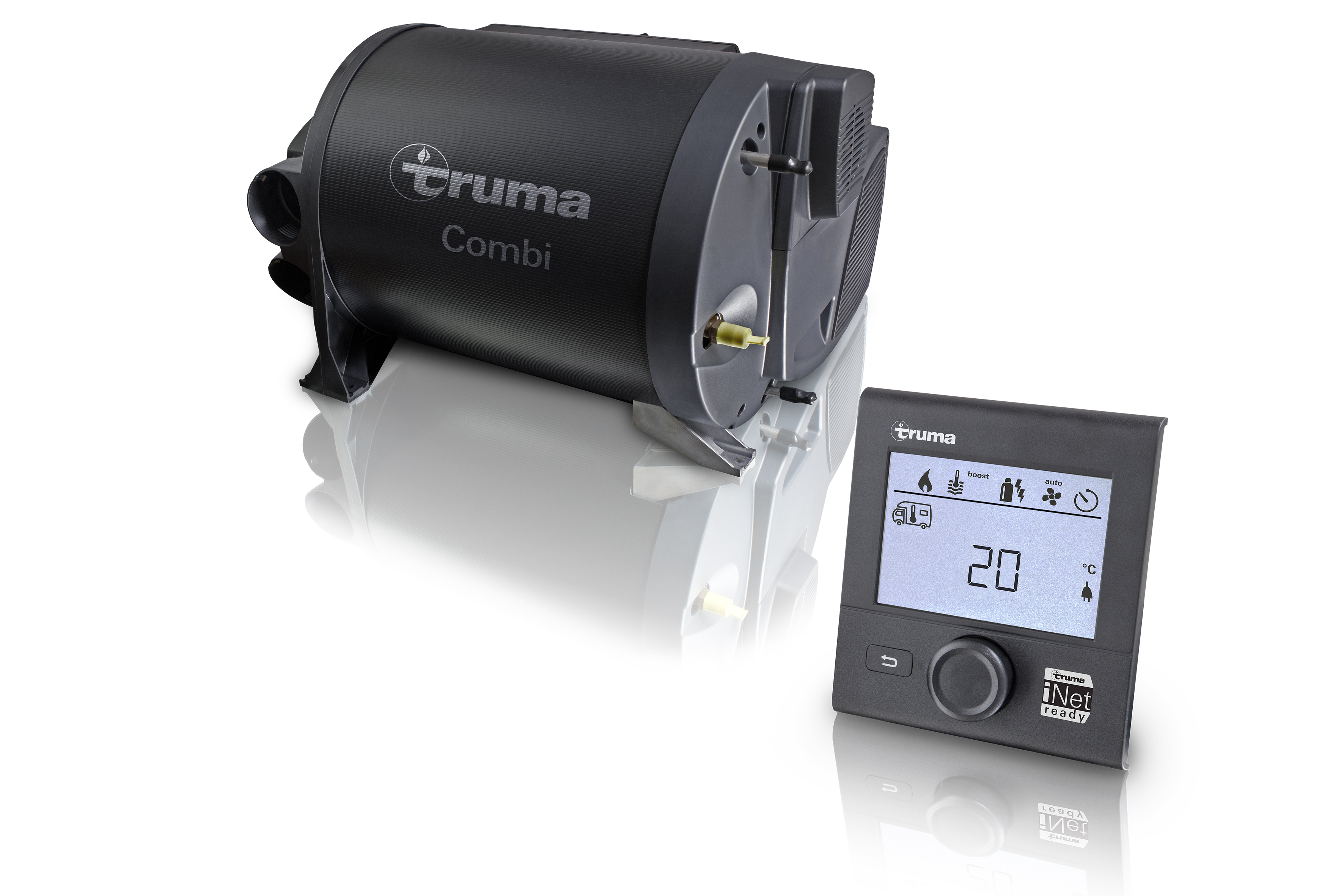
Truma Combi Heizung und digitales Bedienteil CP plus iNet ready.

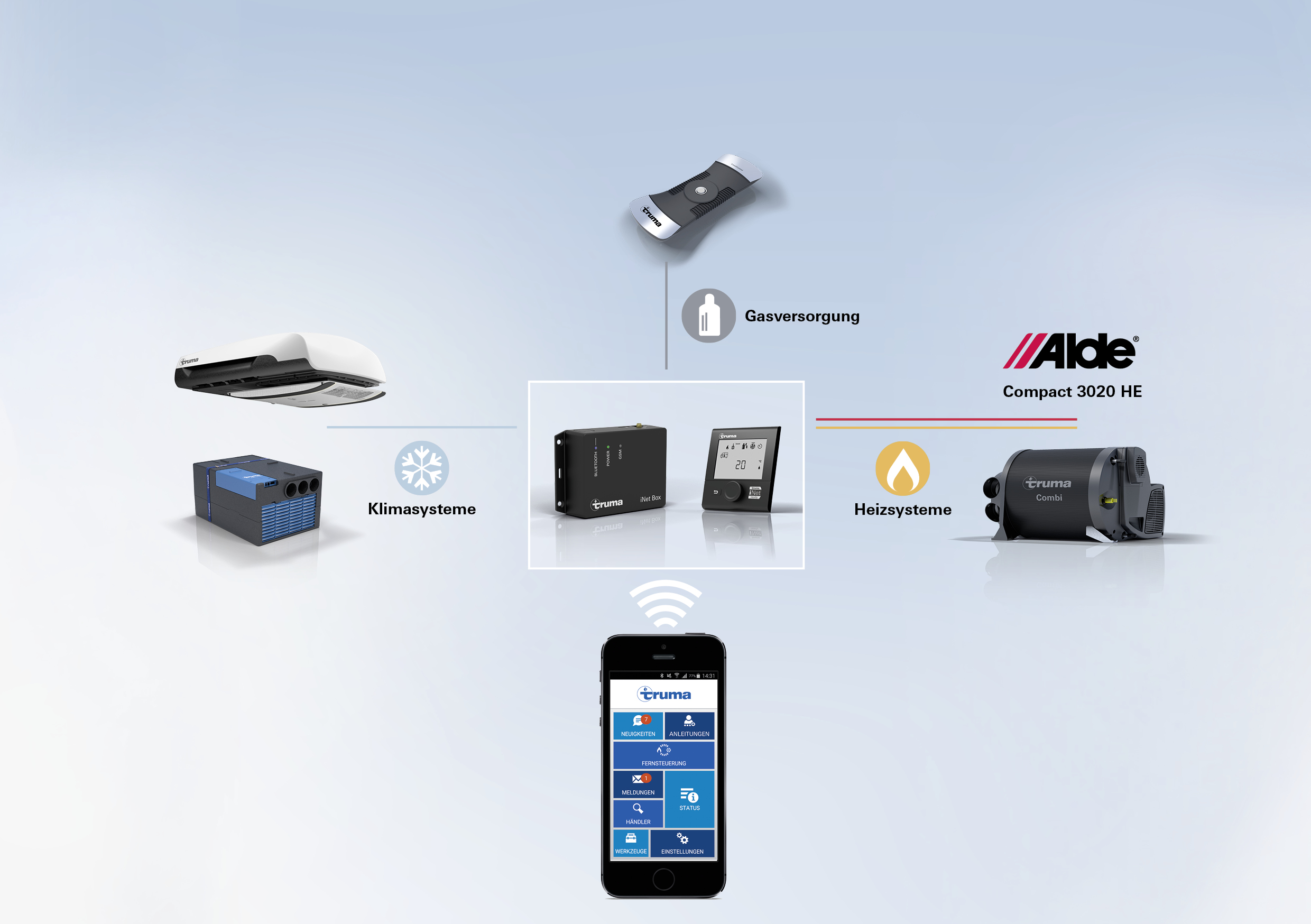
Das Truma iNet System vernetzt die Truma Geräte im Caravan.

## Firmengeschichte

### 1949
Gegründet wurde Truma 1949 von Philipp Kreis, der nach seiner Rückkehr aus dem Zweiten Weltkrieg in München zunächst eine Sprachenschule für Englisch betrieb. Die in der Nachkriegszeit unzuverlässige Stromversorgung mit ständigen Stromsperren stellte für die Abendschule ein großes Problem dar. Philipp Kreis nutzte die im Schulgebäude funktionierenden Gasleitungen und entwickelte Gasleuchten, die die Sprachenschule auch bei Stromsperren hell erleuchteten. Schnell wurde aus der Schule eine Firma zur Herstellung von Gasleuchten. Philipp Kreis nannte sein Unternehmen Truma in Anlehnung an den damaligen US-Präsidenten Harry S. Truman, den er für seine Bemühungen um den Wiederaufbau Deutschlands verehrte.

### 1955 bis 1982
1955 brachte Truma das erste Schnellschlussventil auf den Markt, mit dem Gasleitungen schnell abgesperrt werden konnten. Die Gasleuchten fanden großen Anklang in Camping und Caravaning, und Philipp Kreis entschied sich, mit weiteren Produkten in diesen Markt einzusteigen. 1961 kam die Truma-matic auf den Markt, die erste offiziell anerkannte Wohnwagen-Heizung, die unabhängig vom Stromnetz auf der Basis von Flüssiggas funktionierte. 1969 führte Truma den Gasdruckregler Duomatic ein. 1972 baute Truma eine eigene Serviceorganisation auf, um die Kunden direkt auf dem Campingplatz oder zu Hause betreuen zu können. 1975 wurde die elektronisch gesteuerte Heizung Trumatic E eingeführt, die auch in Reisemobilen, Booten und LKW eingebaut werden konnte. 1976 ermöglichte Truma mit der Truma Therme die Warmwasserversorgung in Caravans und Reisemobilen. Durch die Entwicklung eines Gasboilers mit bis zu 14 Litern Fassungsvermögen war fünf Jahre später das Duschen im Wohnwagen möglich.

### 1983 bis 2003
1983 wurden Produktion, Technik und Verwaltung am Standort der Produktion in Putzbrunn in neuen Gebäuden zusammengeführt. 1988 zog sich Philipp Kreis aus dem Tagesgeschäft zurück und übergab seiner Tochter Renate Schimmer-Wottrich die Geschäftsleitung. Truma entwickelte im Jahre 1994 die Heizung Trumatic C, die Heizungswärme und Warmwasser aus einem Gerät anbot. Von vielen Reisemobil-Herstellern wurde sie sofort in Serie übernommen. Im Jahre 1997 wurde die Tochterfirma Truma UK für Vertrieb und Service im Vereinigten Königreich gegründet. 1999 führte Truma ein Rangiersystem für Caravans und Klimasysteme für Reise- und Wohnmobile ein.

### 2004 bis 2010
2004 eröffnete Truma ein neues Service-Zentrum, in dem Kundendienst und Servicewerkstatt untergebracht wurden. Ein Jahr später wurde das Technik- und Innovationszentrum mit zwei Kälte- und Klimakammern gebaut, in denen Geräte und Fahrzeuge unter Praxisbedingungen auch von Fachjournalisten getestet werden können. 2007 wurde Truma Italia S.r.l. gegründet, 2008 eine Repräsentanz in China eingerichtet. Im selben Jahr nahm Truma die Produkte der Firma Calira ins Programm auf, einem Anbieter von Geräten für Stromversorgung sowie Bedien- und Anzeigepanele für Freizeitfahrzeuge. Im selben Jahr schied Renate Schimmer-Wottrich aus der Geschäftsführung aus und übernahm den Vorsitz im neu gegründeten Firmenbeirat. 2010 gründete das Unternehmen die Vertriebsniederlassung Truma Scandinavia und brachte eine Gasdruckregelanlagen mit integriertem Crashsensor auf den Markt. Zudem stellte Truma in diesem Jahr das Anlagen- und Wasserreinigungsmittel AquaStar vor.

### 2011 bis 2014
2011 gründete die Firmeninhaberin die Truma Stiftung Renate Schimmer-Wottrich, die Projekte im Bereich der Kinder-, Jugend- und Familienhilfe fördert. Im gleichen Jahr stieg Truma mit der Aventa comfort in das Segment der Dachklimaanlagen für Freizeitfahrzeuge ein. 2012 feierte Truma mit zwei neuen Modellen der S-Heizung das Jubiläum 50 Jahre Caravanheizung. Im selben Jahr brachte Truma eine Brennstoffzelle auf den Markt. Die VeGA erzeugt Strom aus Flüssiggas und ermöglicht eine netzunabhängige Energieversorgung. Die ständige Entwicklung neuer Technologien wurde 2013, 2015 und 2017 honoriert, als Truma mit dem "Top 100"-Award als einer der innovativsten Mittelständler Deutschlands ausgezeichnet wurde. Ebenfalls 2013 stellte das Unternehmen den Geschäftsbetrieb von Truma Electronic Systems (vormals Calira) in Kaufbeuren ein und nahm die Stromversorgungsprodukte aus dem Sortiment. Auch AquaStar ist seit 2013 nicht mehr erhältlich. Ein Jahr später stoppte Truma zudem die Produktion der VeGA-Brennstoffzelle, weil keine signifikanten Stückzahlen erreicht wurden. Im Zuge der Internationalisierung gründete Truma zwei Tochtergesellschaften in den USA und China. Für den nordamerikanischen Markt brachte Truma den AquaGo heraus. Der Durchlauferhitzer produziert auf Knopfdruck endlos warmes Wasser mit konstanter Temperatur.

### 2015 bis heute
Mit dem Truma iNet System legte das Unternehmen 2015 den Grundstein für die digitale Vernetzung im Freizeitfahrzeug: Es ermöglicht, Truma Heizungen und Klimaanlagen via App über Smartphone oder Tablet zu steuern. Im selben Jahr trat Alexander Wottrich, der zuvor bei Hilti als Entwicklungsingenieur und Technischer Projektleiter Erfahrung sammelte, als Geschäftsführer der Truma Gruppe ins Unternehmen ein und führt das Familienunternehmen in dritter Generation. Renate Schimmer-Wottrich unterstützt ihren Sohn als stellvertretende Geschäftsführerin bei seinen Aufgaben und ist weiterhin Vorsitzende des Beirats. Alexander Wottrich übernahm zum 1. Januar 2018 außerdem die Position des technischen Geschäftsführers und verantwortet damit die Bereiche Forschung & Entwicklung sowie Supply Chain Management. Im selben Jahr hat Truma das Top-Job-Siegel erhalten und zählt damit zu den besten Arbeitgebern im deutschen Mittelstand.

## Produkte
Als Produzent von Komfortprodukten für Freizeitfahrzeuge stellt Truma Heizsysteme, Klimaanlagen und Warmwasseranlagen her. Truma bietet zudem Produkte für die Gasversorgung und das Energiemanagement im Reisemobil und Caravan an. Im Bereich Rangiersysteme für Wohnwagen ist Truma mit dem funkgesteuerten Mover auf dem Markt. Das Truma iNet System vernetzt iNet-fähige Geräte wie Heizung und Klimaanlage digital miteinander und ermöglicht, die Geräte per App von unterwegs zu steuern.

## Auszeichnungen

### Unternehmen
- Top 100 Innovator 2013[12]
- Top 100 Innovator 2015[13]
- Top 100 Innovator 2017[14]
- Top-Job-Siegel 2018[15]
- Deutscher Camping Preis für Renate Schimmer-Wottrich 2016[16]
- CTJ Meilenstein für Renate Schimmer-Wottrich 2018[17]

### Design
- Reddot Design Award 2018 LevelControl[18]
- Reddot Design Award 2014 Mover XT[19]
- Caravaning Design Award 2012/2013 Aventa eco[20] und LevelCheck[21]
- Reddot Design Award 2013 LevelCheck[22] und VeGA[23]
- Reddot Design Award 2012 Aventa eco[24]

### Produkte
Truma iNet System
- European Innovation Award 2016 (Truma iNet System)[25]
- DCC Technik Award 2017[26]

Heizsysteme
- Promobil, Die besten Marken, 1. Platz 2006 – 2012[27], 2014[28] und 2016, 2017[29], 2018[30], 2019[31]
- Reisemobil International, König Kunde Award, 2. Platz 2009 – 2014[32], 2016 – 2018
- European Innovation Award 2017 (Truma VarioHeat)[33]

Klimasysteme
- European Innovation Award 2019 (Truma Aventa compact)[34]
- Promobil, Die besten Marken, 2. Platz 2010 – 2012, 2014, 2018[35][36][37], 2019[38]
- Reisemobil International, König Kunde Award, 2. Platz 2009 – 2014[39], 1. Platz 2016 – 2018[40]
- Camping, Cars & Caravans, König Kunde Award, 1. Platz 2009 – 2015[41], 2018[42], 2. Platz 2016, 2017
- Caravaning, Die besten Marken, 1. Platz 2015

Rangiersysteme
- Testsieger Truma Mover SE R, Vergleichstest Caravaning 2012[43]
- Camping, Cars & Caravans, König Kunde Award, 1. Platz 2009 – 2010, 2012 – 2014, 2. Platz 2011, 2016, 2017[39]
- Caravaning, Beste Marken, 1. Platz 2008 – 2012 und 2014[44][45], 2. Platz 2018[46], 2019[47]

Gasversorgung
- Testsieger LevelCheck, Vergleichstest Reisemobil International und Camping, Cars & Caravans 2012[48]
- DCC Technik Award 2012 Mono/Duo Control CS[49]
- European Innovation Award 2018 (Truma LevelControl)[50]

Stromversorgung
- Promobil, Die besten Marken, 3. Platz 2014[51], 2. Platz 2018
- Bayerischer Energiepreis 2008 für Brennstoffzelle VeGA[52]
- F-cell Award Silber 2007 für Brennstoffzelle VeGA[53]